# Sokratis Aristodimu
Sokratis Aristodimu (Σωκράτης Αριστοδήμου, ur. 4 maja 1970 w Nikozji) – cypryjski narciarz alpejski, brat Liny Aristodimu, dwukrotny olimpijczyk.

## Wyniki olimpijskie
| Igrzyska         | Konkurencja            | Czas    | Wynik |
| ---------------- | ---------------------- | ------- | ----- |
| Calgary 1988     | Slalom gigant mężczyzn | 2:37.07 | 54.   |
| Calgary 1988     | Slalom mężczyzn        | 2:16.10 | 32.   |
| Calgary 1988     | Supergigant mężczyzn   | 2:03.10 | 48.   |
| Albertville 1992 | Slalom gigant mężczyzn | 2:48.16 | 76.   |
| Albertville 1992 | Slalom mężczyzn        | 2:23.89 | 47.   |
| Albertville 1992 | Supergigant mężczyzn   | 1:30.13 | 80.   |